# 연미복

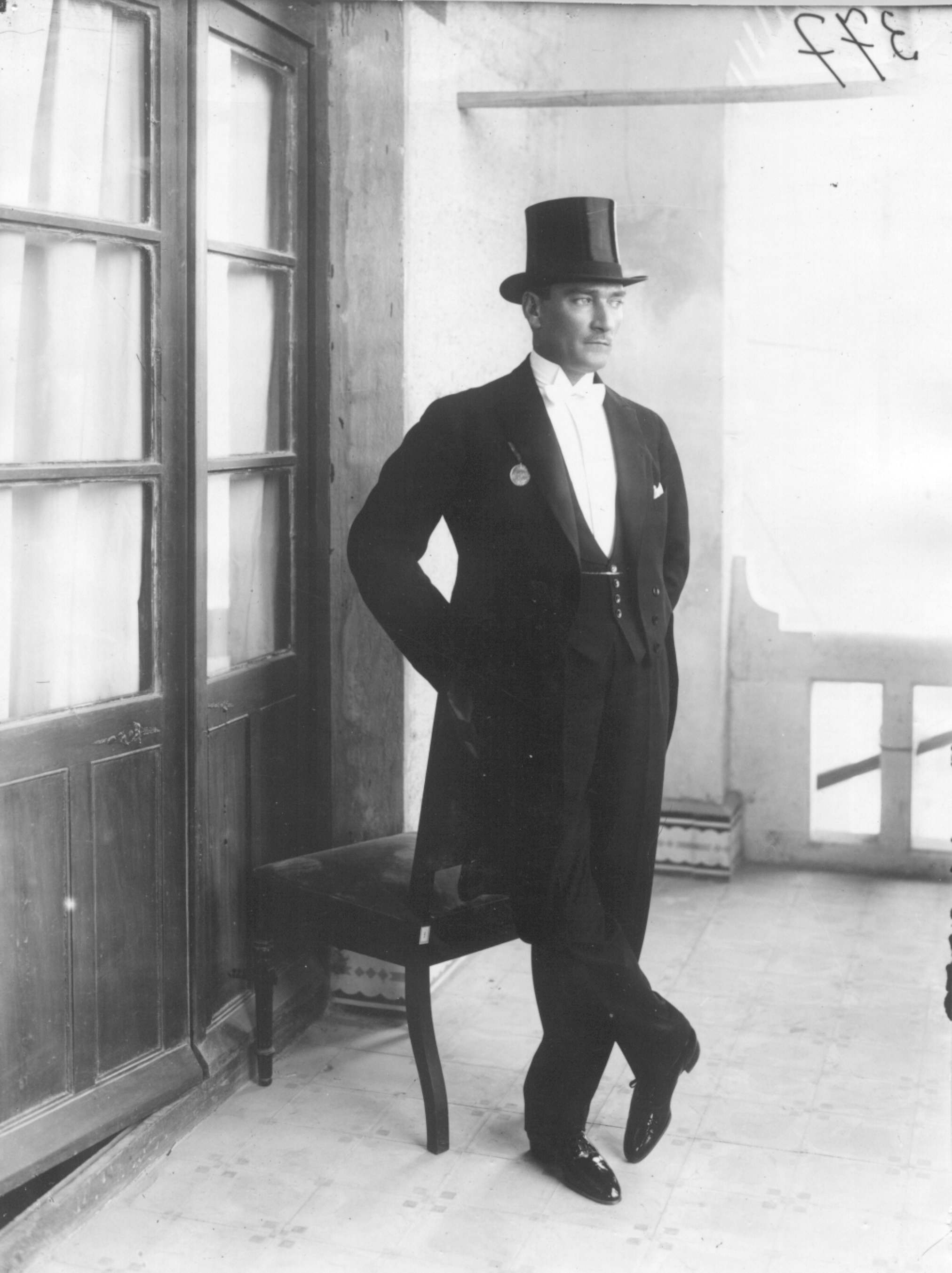
연미복

연미복(燕尾服)은 남성이 밤에 입는 예복 중 하나이다. 연미, 즉 제비의 꼬리를 모방해 제작된 남성용 예복이다.